# كليفورد سولومون
كليفورد سولومون (بالإنجليزية: Clifford Solomon)‏ هو موسيقي أمريكي، ولد في 17 يناير 1931 في لوس أنجلوس في الولايات المتحدة، وتوفي في 21 يونيو 2004.

## وصلات خارجية
- كليفورد سولومون على موقع ميوزك برينز (الإنجليزية)
- كليفورد سولومون على موقع أول ميوزيك (الإنجليزية)
- كليفورد سولومون على موقع ديسكوغز (الإنجليزية)